# Мраморна пясъчна жаба
Мраморната пясъчна жаба (Tomopterna marmorata) е вид жаба от семейство Pyxicephalidae. Видът не е застрашен от изчезване.

## Разпространение
Разпространен е в Ботсвана, Замбия, Зимбабве, Кения, Малави, Мозамбик и Южна Африка.